# Västrums kyrka
Västrums kyrka är en kyrkobyggnad som tillhör Gladhammar-Västrums församling i Linköpings stift. Kyrkan ligger i Västrums socken i Västerviks kommun.

## Kyrkobyggnaden
Tidigare kyrkobyggnad på platsen var ett träkapell som uppfördes 1693.
Nuvarande kyrka uppfördes 1797-1798 efter ritningar av arkitekt Casper Seurling. 20 juli 1800 invigdes kyrkan av biskop Jacob Axelsson Lindblom.
Kyrkan har en stomme av gråsten och består av ett rektangulärt långhus med tresidigt avslutat kor i öster. Vid västra kortsidan finns kyrktorn med ingång. Ännu en ingång finns mitt på södra långsidan. Mitt på norra långsidan finns en vidbyggd sakristia. Långhuset har ett mansardtak som är belagt med plåt.

## Inventarier
- Predikstolen är från slutet av 1700-talet.
- Dopfunten från 1876 är huggen i kolmårdsmarmor. Tillhörande dopskål och lock är av mässing.
- I tornet hänger tre kyrkklockor som alla fanns i den gamla kyrkan. Äldsta klockan är från medeltiden.

### Orgel
- Orgeln är byggd 1856 av Andreas Åbergh, Hjortsberga socken. Tillhörande orgelfasad är byggd efter ritningar av Johan Adolf Hawerman på Överintendentsämbetet. Spelbordet är byggt in mot södra väggen. Det finns 3 kilbälgar i orgeln och manual 1 och 2 har en gemensam låda med dubbla kanceller. Av fasadpiporna är en del ljudande (Principal 8' C-h1) och fasaden är sammanbyggd med läktarbarriären. 1886 reparerades den av Andreas Åbergh. 1971 reparerades orgeln av Åkerman & Lund Orgelbyggeri. Orgeln är mekanisk.

Åberghs orgeln har följande disposition:
| Manual I C-f3 | Manual II C-f3 | Pedal C-c1 | Koppel |
| Borduna 16’   | Rörflöjt 8’    | Subbas 16’ | II/I   |
| Principal 8’  | Fugara 8’      | Violon 8’  | I/P    |
| Gedackt 8’    |                | Octava 4’  |        |
| Octava 4’     |                | Basun 16’  |        |
| Flöjt 4’      |                |            |        |
| Qvint 3'      |                |            |        |
| Octava 2’     |                |            |        |
| Trumpet 8'    |                |            |        |

- En kororgel tillkom 1977.

### Webbkällor
- anläggningspresentation
- byggnadspresentation
- Västrums Hembygdsförening
- Sten-Åke Carlsson & Tore Johansson (red.): Inventarium över svenska orglar 1989:II, Linköpings stift, Förlag Svenska orglar, Tostared 1990, ISSN 1100-2700